# グレコからの挑戦状!
『グレコからの挑戦状!』（グレコからのちょうせんじょう）は、メディア・ファイブよりダウンロードソフトとして配信されている小学生向け教育ソフトウェアのシリーズ。本稿では大人向けの『大人 VS グレコ』についても記述する。

## 概要
イタズラ好きのオバケの男の子「グレコ」（声 - 橋本美紀）が出題する問題を答える方式となっている。
2014年時点で、体験版を含めてシリーズ累計100万ダウンロードを記録している。

## ラインナップ
特記の無いものはニンテンドー3DS用ソフトとして発売。全てCERO：教育・データベース。
グレコからの挑戦状!漢字の館とオバケたち
ニンテンドー3DS版：『小学1年生』〜『小学6年生』6本とも2013年7月3日発売。
Nintendo Switch版：『小学1年生』〜『小学3年生』は3本とも2019年2月21日発売、『小学4年生』〜『小学6年生』は3本とも2019年4月18日発売。
漢字学習ソフト。日本国外版として発売されたNintendo Switch用ソフト『Greco's Hall of Kanji Learn Japanese < Beginner >』が日本でも2020年1月30日に発売。日本版の小学1年生 - 3年生の内容をベースにしているが、全編にわたり英語表記が用いられ、日本版にはないものとして漢字の書き順を学ぶ機能が追加されている。
グレコからの挑戦状!計算の城とオバケたち
ニンテンドー3DS版：『たし算』『ひき算』『かけ算』『わり算』の4本が2013年8月21日に発売。
Nintendo Switch版：『たし算』『ひき算』が2018年4月19日に、『かけ算』『わり算』が2018年4月26日に発売。
算数学習ソフト。整数の計算問題を収録しており、10段階の学習ステップがある。
グレコからの挑戦状!英単語の島とオバケたち
発売日：2013年11月6日（STEP1、STEP2）、2013年11月20日（STEP3、STEP4）
英単語学習ソフト。『STEP1』『STEP2』は初心者向けで、英語音声を聞き意味を理解し文字を認識することを学ぶ。『STEP3』は中級者向けで、英単語のスペルを正しく学習。『STEP4』は上級者向け。英単語のスペルを正しく書けることを目指す。
大人 VS グレコ 漢字の塔とオバケたち
発売日：2014年1月22日
大人が楽しめる漢字学習。漢字検定1級～3級程度の難易度別に3つのラインナップ『常識編』、『ちょいムズ編』、『激ムズ編』の3本があり、その3本がセットになった『完全フルセット』もある。いずれも同日に発売。